# 青春四人組
青春四人組（英文：My Life Me），為JC Little、Cindy Filipenco和Svetlana Chmakova所製作的加拿大電視動畫。分別在加拿大由Teletoon、法國由法国电视二台和J頻道以及在亞洲由迪士尼頻道播出。內容是以一位愛好漫畫的女孩碧琪為主角，和別人在高中互動的短篇卡通故事集。畫面融合日本卡通的風格。在台灣於2011年3月15日首播。

## 故事簡介
十三歲的碧琪搬到一座新城市，就讀於宇宙高中。就和許多高中生一樣，她要面對在課業上以及與師長、同學互動的問題。有的時候如果沒有妥善處理，反而會讓自己疲於奔命。

## 角色介紹

### 第四組
碧琪就讀的班上由托斯老師授課。根據托斯老師的規定，班上同學要以四人為一小組的方式完成規定的作業，評分也是小組成員共同接受評分。碧琪和她的組員們黎安、拉菲、珊珊共同組成第四組。他們除了一起做作業，平時在校內或校外也有相當頻繁的互動。
史碧琪（英語：Birch Small）
配音員：（英文）、高幼帆（台灣）
13歲，在第四組裡面是年紀最小的，留一頭棕色短髮。她在宇宙高中盡力要融入大家的生活，但是不免有出狀況的時候。穿著上的特色就是黑色有裂縫在短袖和肩膀處的外衣套在紫色襯衫外，黑衣正面有個桃紅色蝴蝶形圖案。藍色牛仔短褲加上黑色長襪。配件方面，兩隻手腕各戴一個環，頸部再加上一個頸圈。最顯眼的就是掛一個項鍊垂到胸前，飾品的外形剛好是一個漢字「私」（在日文漢字當第一人稱用語。）。
碧琪喜歡漫畫，尤其是和日本漫畫文化有關的事物。她也會自己畫漫畫並擅長於此，有時候和自己的堂哥─剛好也是第四組的組員黎安合作。她在家裡養了一隻貓─喵喵（英語：Neko，剛好是日語對貓的稱呼），房間掛有多幅蝴蝶圖案的畫。性格上有天真的一面，但是和黎安沉浸於幻想世界的情況不同。曾經睡前看了外星人偽裝地球人的節目，隔天到學校疑神疑鬼。對拉菲有一種瘋狂的著迷，有時候會因此失去理智講一些沒經過考慮的，偶尔她也会幻想和拉菲的粉红色世界。她也會唱歌，但是一開始學校甄選歌劇演員的時候因為會怯場不敢參加，直到被黎安發現她的才能。
在故事中，常常因為不小心講了某些話將自己或同學們捲入麻煩。有時候因為遇到相當高興的事，會以跳舞來表現自己的心情。
柯黎安（英語：Liam Coll）
配音員：（英文）
14歲，除了是碧琪的同組組員，也是她的堂哥有一頭豎立的金髮，臉上長雀斑。體型相當瘦，而他消瘦的體型曾經成為別人調侃對象或他本人的代稱。穿著草綠色為主色的短袖上衣，領口與袖口有一圈鮮綠色，除了從肩膀部分往袖管上半部延伸出去的黑色所遮蓋的地方。他穿著的短褲是黑色和黃綠色混雜，除了褲管末端是一圈黑色環繞。在配件上，除了腰部那看起來可能沒繫好的皮帶，就是他臉上戴的淡綠色鏡片眼鏡。
他對漫畫有相當的興趣，會和堂妹碧琪合作畫漫畫。兩人在分工上，有時候他以劇本為主，碧琪負責作畫。在學校自稱游泳隊長，實際上是一人游泳隊。黎安會沉浸在幻想世界裡，除了相信自己能看見幽浮和使用心電感應，還曾經看了一本丟在圖書館的時尚雜誌就認為自己成了女性心理分析大師。常常表現出看起來相當無厘頭的言行舉止。
在故事中，會做出不符合現實需要的舉動，而且只有他自己知道他在做什麼。
拉菲·羅德里奎茲（英語：Raffi Rodriguez）
配音員：（英文）
拉菲在學校對女生們相當有吸引力，經常可以看到女生們著迷望著他。他有一頭黑色短髮，膚色較深。穿著以淡藍色為主色的短袖上衣，領口是一圈黑色，兩隻袖口則都有一圈深藍色。上衣正面還有一個大型的五角星。下半身則穿著一件深藍色長牛仔褲。配件的部分，他在左手的手腕戴一只藍色錶帶的手錶，頸部纏繞一圈黑色細繩連結金屬片。
他在運動、音樂、戲劇都有相當優秀的才能，也成為他在學校受到女生們歡迎的原因之一。他的性格相當自負且渴望引人注意，以「拉菲大俠」自居。為了維持他相當在意的高人氣，別人來找他幫忙時他幾乎不懂得拒絕，也讓自己為此疲於奔命。拉菲執著於證明自己的重要性，有時候對立的兩人爭取他的協助時，他只想看到雙方打算付出什麼代價來爭取他，但是根本不打算選擇幫助任何一方。此外，他也是學校足球隊的一員。在戀愛上，雖然他常受到女生們包圍，他實際上並不願意和女生約會。
在故事中以他為主線的時候，可以看到因為他的愛面子或自恋所衍生的事件。
李珊珊（英語：Sandra LeBlanc）
配音員：（英文）
珊珊在同學之間以愛溜滑板和出口尖酸聞名。她有使用黑色髮帶綁成馬尾的深黃色頭髮，臉上有雀斑。穿著以黑色為主色的短袖上衣，領口和袖口都有一圈深黃色。她穿著紅色裙子，以一條粉紅色皮帶繫上，皮帶前端有個金色飾品。長襪是黑色與深黃色條紋相間，再加上深黃色的鞋子。配件方面，勉強要說就是她用來綁馬尾的黑色髮帶、皮帶上的金色飾品以及隨時帶在身邊的滑板。
珊珊愛溜滑板而且技術相當高，拉菲的滑板技術也是她教的。她對表演滑板特技也有相當興趣，曾經想要找人躺在地上讓她表演飛越。珊珊相當聰明，但是心思常用在算計別人，包括同屬第四組的組員們。她最常衝突的對象是碧琪，雖然兩人也會在不得已或有利益交換的情況下合作。珊珊喜歡看別人難過、暴怒或出糗，並引以為樂，甚至自己設局。她會說謊攫取自己的利益，例如取代碧琪成為影片女主角。在戀愛方面，她很少表現出對男生有興趣的樣子。即使心裡有感覺，也可能因為被對方發現而自動破滅。珊珊說話相當尖酸刻薄，曾經說那是她的母語。另外，在第四組中她是除了碧琪之外另一個和阿美有相當敵對意識的人，而且更強烈。
在故事中，珊珊常花費心思算計別人，或者掌握人家的需要試圖大佔便宜。她會以詐欺手段取得利益，但有時候只是條件交換。

### 同學們
阿美（Amelia）
金色頭髮的女生，第一組的「組長」，因為她以獨斷的意志管理另外三名組員的行動，而第一組也經常在她的指揮下拿高分。進行尋寶競賽的時候，也被托斯老師指定帶領第一組。容易和碧琪、珊珊衝突，也成為平時不和的碧琪和珊珊會團結起來的原因之一。她的常見動作是擦唇蜜。還有啦啦隊長的身分。
阿齊
阿美帶領的第一組的組員，同樣受到阿美的強力控制。戴著眼鏡，頭髮在接近髮根處為黑色而其餘為黃色，體型嬌小，襯衫上有豬臉圖案。一緊張老愛啃自己的指甲。在音樂劇表演因為受不了阿美的態度，和黎安合謀將阿美鎖在廁所。
安娜
阿美帶領的第一組的組員，前方一小部分頭髮為金色，其餘為咖啡色，深色皮膚。老愛駝背的女孩子，也因此被阿美糾正。
艾莉
阿美帶領的第一組的組員，頭髮為深黃色垂到肩膀。會因為麵包屑或眼影一類的事被阿美糾正。
艾傑森（Jason Ablinsky）
校刊的編輯，為了收集有趣的題材在校園內外奔走，也可能收到一些別有用心的同學送來的資料。有時候他會以為自己發現獨家新聞，做出不合常理的猜測。
辛西亞（Cynthia）
15歲，黎安曾經迷上她並和她約會。因為她年紀比黎安大，第四組其他組員迫不及待建議黎安如何和年紀比自己大的女孩交往，包括把自己裝扮成有古典文學氣質的人。在約會的時候，還讓黎安戴耳機讓他們教黎安怎麼說話。不過因為人多口雜，約會以一團混亂收場。不過辛西亞以為黎安在模仿漫畫人物，並且透露自己一樣對漫畫相當有興趣。
安東尼(Antoine)
13歲，在班上和碧琪同屬僅有未滿14歲的學生。有一頭卷髮，戴眼鏡，深色皮膚，也是個高個子。被當做書呆子，事實上是桌球隊長。拉菲曾經為了討好自己的祖母而加入桌球隊，在原本瞧不起的桌球運動下因安東尼的特訓吃盡苦頭。對麵筋過敏，所以在餐廳點餐點的是無麵筋義大利麵。
路克
黑色頭髮的男生，說話時像是在低聲說話。進行尋寶競賽的時候，被托斯老師指定帶領第二組。
小金(Kim)
東尼
在宇宙高中以長相吸引許多女生，就連平時對戀愛沒什麼興趣的珊珊都被他吸引。後來被碧琪發現有一本記事本記錄「女朋友們」的名字和資料，消息公開後被憤怒的女生們圍攻。
大衛
深黃色短髮的男生。進行尋寶競賽的時候，被托斯老師指定帶領第三組。
馬西斯
宇宙高中的學生會長，對猜謎非常擅長。
夏莉莎
宇宙高中一位戴著眼鏡身材還有點胖的女生。
露露
時常跟在拉菲身邊的女生，有一次為了引起注意，便在置物櫃畫上塗鴉。

### 教職員和工友
諾曼·托斯老師（Mr. Norman Towes）
碧琪班上的導師。個性幽默，教學相當活潑。有時候在性格上也會表現出像小孩子的一面。
提普老師
托斯老師休假時來到宇宙高中上課的代課老師，是托斯老師的舊友。
雷蒙校長（Principal Lemmon）
宇宙高中個性相當死板的校長，喜歡過去的年代。曾經因為黎安用手機拍照轉寄，宣佈宇宙高中禁用電子器材。性格沉悶，只有在極少的情況下能看到她笑。
麥艾迪
宇宙高中過去的工友。數年前他在整理學生們殘留下來滿地的食物殘渣時與清潔用的清潔劑混合後，讓他發瘋變成「瘋狂艾迪」，然後消失不見了。據說會出現在每個十三號星期五的夜晚。
阿來
宇宙高中現在的工友。總是在學校處理學生留下來的爛攤子。

## 每集主題
- 以下的集數順序有根據官方設定的順序和在台灣迪士尼頻道播出的順序，兩者可能有差異。

| 集數（官方） | 集數（台灣迪士尼） | 主題（英文）                      | 台灣迪士尼譯名 |
| --- | ------------------ | --------------------------------- | -------------- |
| 01 | 01                 | Misconcepted Deceptions           | 神秘仰慕者     |
| 珊珊因為心情不好無心念書，可能拖累全組的平均分數。碧琪和黎安計劃讓珊珊以為自己有個神秘仰慕者。 |                    |                                   |                |
| 02 | 02                 | Reach for the Pod                 | 機智問答比賽   |
| 珊珊為第四組報名電視問答節目，但是他們參加節目出現合作上的問題。 |                    |                                   |                |
| 03 | 04                 | The Pencil Assassin               | 鉛筆刺客       |
| 阿美把碧琪私下畫的漫畫交給傑森。漫畫公開後碧琪的地位上升，但是第四組其他組員成為笑柄。珊珊認為是碧琪在對付他們。 |                    |                                   |                |
| 04 | 03                 | Big Man on Canvas                 | 大藝術家       |
| 拉菲在繪畫獲勝。碧琪表面沒有反應，但是黎安拿心理學的書對珊珊表示碧琪的心理狀況要如何和書中敘述的階段配合。珊珊則期待看到碧琪暴怒。                                                                                             |                    |                                   |                |
| 05 | 05                 | The Makeover                      |                |
| 黎安迷上一個年紀比他大的女孩辛西亞。碧琪、拉菲、珊珊建議黎安如何和年紀比自己大的對象交往，甚至要黎安和辛西亞約會時帶上耳機好讓他們隨時教黎安怎麼說話。                                                                         |                    |                                   |                |
| 06 | 06                 | The Pom-pom Girl                  | 啦啦隊         |
| 珊珊向阿美挑戰，為了證明阿美辦得到的事自己也辦得到而加入啦啦隊。在阿美的引導下，珊珊和啦啦隊越來越近，和第四組逐漸疏遠。但是珊珊的目的只是想在阿美的啦啦隊搞破壞。                                                             |                    |                                   |                |
| 07 | 07                 | Unreasonable Facsimiles           | 作弊四人組     |
| 第四組在考試的答案都出現相同的縮寫（SPOL），而且最後同分。托斯老師要他們對那個縮寫進行報告，最後他們受不了坦承真相。 |                    |                                   |                |
| 08 | 08                 | Planets Maligned                  |                |
| 第四組要排演話劇，碧琪被分配到一個自己不想扮演的角色。碧琪發現一本記事本，上面有每天的小建議。碧琪將那些話當聖旨，把第四組排練的事擺一邊。                                                                                     |                    |                                   |                |
| 09 | 09                 | The Big Flap                      |                |
| 黎安藏一個盒子，堅持不讓任何人看裡面的東西。碧琪、拉菲、珊珊談論猜測裡面可能有什麼，傑森聽到了也開始追蹤當報導題材。後來碧琪、拉菲、珊珊追逐黎安，想要強行打開盒子。                                                           |                    |                                   |                |
| 10 | 10                 | Finding Neko                      |                |
| 碧琪出遠門，委託黎安照顧喵喵。喵喵失蹤了，碧琪快要回來，黎安要拉菲和珊珊幫忙找。 |                    |                                   |                |
| 11 | 11                 | The Raffi Raffle                  | 型男大戰       |
| 為了公益活動募款，第四組用賣彩券的方式，並且以和黎安談一天漫畫當頭獎。但是效果不彰，碧琪和珊珊私下把頭獎換成和拉菲泛舟一天，黎安改成安慰獎。黎安得知後相當不高興，而雷蒙校長想要透過黎安得到第四組無視她的禁止繼賣彩券的證據。 |                    |                                   |                |
| 12 | 12                 | Crushed                           | 暗戀           |
| 碧琪收到秘密仰慕者的信卻一直找不出是誰寫的，珊珊在旁邊笑她。黎安不小心弄髒安東尼的卡片又講錯話讓安東尼要找他算帳，因此嚇得到處躲藏。                                                                                           |                    |                                   |                |
| 13 | 13                 | Friday the 13th                   | 十三號星期五   |
| 第四組被罰留校查看，又在暴風雨的夜晚過了門禁時間被鎖在學校大樓裡。這個時候想起學校傳說。 |                    |                                   |                |
| 14 | 14                 | Bossman’s Blues                   | 尋寶競賽       |
| 托斯老師要班上進行尋寶，贏的一組下午放假。黎安被指派為第四組的領隊，但是其他組員都受不了黎安的作風。 |                    |                                   |                |
| 15 | 16                 | A Fine Balance                    | 無謂之爭       |
| 黎安和拉菲吵架，拒絕和對方說話，造成小組作業進度落後。珊珊在找自願者躺在地上讓她表演滑板飛越。 |                    |                                   |                |
| 16 | 15                 | Birch’s Beef                      | 碧琪的抉擇     |
| 碧琪為了討好拉菲，說自己和他一樣吃素。珊珊跟蹤碧琪，要揭穿她看她出糗。 |                    |                                   |                |
| 17 | 18                 | True Colors                       |                |
| 第四組約好到碧琪家玩天鼓達人，但是拉菲被阿美找去參加樂團而缺席。碧琪去找拉菲，反被阿美留下當樂團經理。黎安和珊珊透報社批判碧琪和拉菲，碧琪就寫了一首嘲諷第四組的歌。拉菲認為太過份離開樂團，碧琪開始反省自己做過頭了。         |                    |                                   |                |
| 18 | 17                 | Liam the Hero                     | 英雄黎安       |
| 黎安請碧琪為他畫英雄漫畫，好讓他可以被女生包圍。碧琪想要買票見李宮錡但是票賣完，珊珊拿自己手上的票向碧琪敲詐。 |                    |                                   |                |
| 19 | 20                 | Miss President                    | 競選學生會長   |
| 碧琪和黎安競選學生會長，雙方變成意氣之爭。 |                    |                                   |                |
| 20 | 19                 | Love Lessons                      | 愛情專家       |
| 黎安在圖書館發現一本時尚雜誌，看到內容後相信自己能觀察女生的肢體動作解讀心思，甚至當起學校的愛情顧問。 |                    |                                   |                |
| 21 | 21                 | Bad Company                       |                |
| 拉菲的舉止詭異，碧琪懷疑他交友不慎。 |                    |                                   |                |
| 22 | 22                 | Manga Slam                        | 漫畫競賽       |
| 黎安太過躁動，碧琪給他一片DVD要他學放鬆。後來有兩人一組的漫畫競賽，碧琪想找黎安同組，但是黎安把自己關在房間不出來。 |                    |                                   |                |
| 23 | 24                 | The Mascot                        | 吉祥物         |
| 拉菲受傷沒辦法在足球比賽上場。黎安想取代拉菲的空缺，最後被指派當吉祥物。 |                    |                                   |                |
| 24 | 23                 | They’re Watching Us               | 他們是外星人   |
| 碧琪睡前看了有關外星人的幻想節目，懷疑身邊都是外星人。大家商量好，要為被認為有思鄉病而行為怪異的碧琪辦驚喜派對。 |                    |                                   |                |
| 25 | 26                 | Rope Burn                         | 得寸進尺       |
| 珊珊爬繩子因為碧琪的疏忽扭傷腳踝，利用碧琪的罪惡感佔碧琪便宜。 |                    |                                   |                |
| 26 | 25                 | Holiday Hijinx                    | 禮物風波       |
| 大家抽籤決定要送禮的對象，然後為了送禮而發生有點瘋狂的事。 |                    |                                   |                |
| 27 | 28                 | Growing Pains                     | 成長的代價     |
| 碧琪被大家說年紀太小，試圖證明自己是成熟的。 |                    |                                   |                |
| 28 | 27                 | There’s No Business…              | 鳩佔鵲巢       |
| 碧琪、黎安、拉菲在拍片，珊珊硬加入並用詭計取代碧琪女主角的位置。但是珊珊演太差，拍出來的作品可能交不出去。 |                    |                                   |                |
| 29 | 29                 | Comic Chaos                       | 得不償失       |
| 珊珊打翻葡萄汁弄髒碧琪的漫畫，把責任推給黎安，黎安也不知道實際上不是他弄的。碧琪誤會黎安，折磨黎安洩憤。 |                    |                                   |                |
| 30 | 30                 | Working Stiff                     | 過猶不及       |
| 碧琪因為忘記把買母親生日禮物的錢拿去買自己的東西，只好在學校餐廳打工賺買禮物的錢。因為碧琪認真但對同學兇悍的態度不但在工作中，甚至延伸到平時，同學們和她保持距離，珊珊也挖苦她。                                               |                    |                                   |                |
| 31 | 31                 | Star-struck                       | 明星夢         |
| 學校要甄選歌劇演員，黎安發現碧琪唱得很好但因為怯場不敢參加。拉菲和珊珊一組的甄選因為珊珊的忘詞而失敗，碧琪則成為候補。 |                    |                                   |                |
| 32 | 32                 | The Big Switch                    | 大交換         |
| 托斯老師要碧琪和阿美對調自己所屬的組別，而且要在兩組都拿到好成績才能換回來。 |                    |                                   |                |
| 33 | 33                 | A Bed for Raffi                   | 棲身之處       |
| 拉菲的家要施工，先後到黎安、珊珊、碧琪的家借住。 |                    |                                   |                |
| 34 | 34                 | Back to the Stone Age             | 摩登原始人     |
| 黎安用手機拍下工友的照片當笑料轉寄，雷蒙校長宣佈宇宙高中禁用電子器材，還要黎安做工友的工作。 |                    |                                   |                |
| 35 | 35                 | The Costume Party                 |                |
| 第四組要參加派對，決定用之前排演羅馬神話的話劇角色造型。碧琪因為沒整理房間被罰禁足，在黎安、拉菲、珊珊幫助下偷溜出來。大家前往派對，中途又頻出狀況。                                                                           |                    |                                   |                |
| 36 | 36                 | Integrity Insmegrity              | 背信忘義       |
| 碧琪和黎安合作的漫畫要在雜誌上連載，但是雜誌社要求修改他們的漫畫。 |                    |                                   |                |
| 37 | 37                 | Making a Mountain out of Molehill |                |
| 黎安要動手術的消息洩漏，但他不肯透露是什麼樣的手術。消息在學校傳開，傳聞越來越誇張。碧琪對黎安施壓要他說實話。 |                    |                                   |                |
| 38 | 38                 | Here’s Liam                       | 笑匠黎安       |
| 黎安參加表演，想要讓別人認為自己很有趣。 |                    |                                   |                |
| 39 | 39                 | The Diary                         | 日記           |
| 碧琪弄丟日記，害怕內容曝光，要大家幫她找。後來想到不小心交給傑森了，要趕在校刊付印前攔住傑森。 |                    |                                   |                |
| 40 | 40                 | Raffi’s Secret Love               | 拉菲的秘密情人 |
| 拉菲在收集飲料瓶的標籤，告訴黎安他想得到他的最愛。碧琪聽到會錯意。 |                    |                                   |                |
| 41 | 41                 | Skate Club                        | 滑板大賽       |
| 珊珊堅持要參加路克的滑板賽。 |                    |                                   |                |
| 42 | 42                 | Pinged and Ponged                 |                |
| 拉菲為了討好祖母，參加安東尼的桌球社。 |                    |                                   |                |
| 43 | 44                 | Cyranette                         | 花花公子       |
| 珊珊迷上東尼，要碧琪幫她畫一張圖。但是東尼誤會碧琪是要畫給他，碧琪也發現東尼的秘密。 |                    |                                   |                |
| 44 | 43                 | Spring Fever                      | 戀愛季         |
| 同學們看起來開始流行約會。安東尼的電腦算出珊珊和拉菲的相配程度是第二高，珊珊和拉菲試著約會。碧琪和黎安決定跟蹤。 |                    |                                   |                |
| 45 | 46                 | Cut Out the Sarcasm               |                |
| 四個人互相打賭。珊珊不可以說尖酸刻薄的話，另外三個人也要戒掉自己說話的缺點。 |                    |                                   |                |
| 46 | 45                 | Liam and the Kid’s Big Day Out    |                |
| 黎安接受委託照顧一個小孩巴巴強森，珊珊和他打賭他一定做不好這件工作。 |                    |                                   |                |
| 47 | 48                 | Just Say Nooo                     | 來者不拒       |
| 流感在學校蔓延。拉菲接受一堆人的請求代替他們參加活動，但是逞強的結果害自己疲於奔命。 |                    |                                   |                |
| 48 | 47                 | Family Tree                       |                |
| 碧琪準備和拉菲約會，卻發現自己和拉菲可能有親戚關係。珊珊迷上一位在市政府的工作人員，想要去應徵。 |                    |                                   |                |
| 49 | 50                 | Accept No Substitutes             |                |
| 托斯老師失蹤，桌子也被搬走，來了一位代課老師。碧琪不喜歡代課老師的教學方式，還懷疑是那位代課老師和雷蒙校長合謀趕走托斯老師。                                                                                                   |                    |                                   |                |
| 50 | 49                 | At Odds with the Pod              | 錯中錯         |
| 碧琪、黎安、拉菲、珊珊約好到圖書館準備小組作業。可是四個人分別有自己的事想做，各自拖延時間。等約定時間要到了才匆忙趕往圖書館。                                                                                                 |                    |                                   |                |
| 51 | 51                 | Fish Fiasco                       |                |
| 碧琪要黎安簽她的連署書，黎安擲硬幣決定簽。黎安說靠擲硬幣做決定就夠了。另一方面，珊珊也在找人簽連署書。為了比對方先集滿五十個人的簽名，碧琪和珊珊用盡心思搶人。                                                                 |                    |                                   |                |
| 52 | 52                 | Birch’s Trial                     | 大審判         |
| 有人公開塗鴉，而碧琪的置物櫃被發現有油性筆，因此碧琪被幾乎所有認識的人認為是犯人。黎安願意幫助碧琪找出犯人，並且用條件交換讓拉菲和珊珊加入偵察的行列。                                                                         |                    |                                   |                |

## 相關連結
- （中文）台灣迪士尼頻道
- （中文）台灣迪士尼頻道簡介分頁
- （英文）本節目官方網站
- （法文）本節目官方網站 （页面存档备份，存于）